# Ixia viridiflora
Іксія зеленоквіткова (Ixia viridiflora) — вид рослини родини півникові.

## Назва
В англійській мові має назву «зелена іксія» (англ. green ixia).

## Галерея

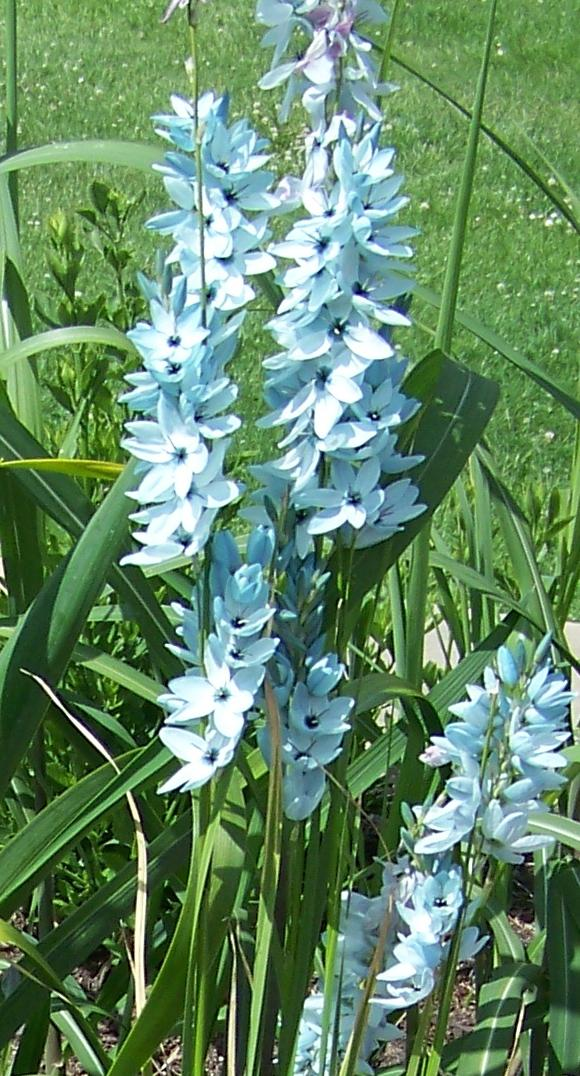
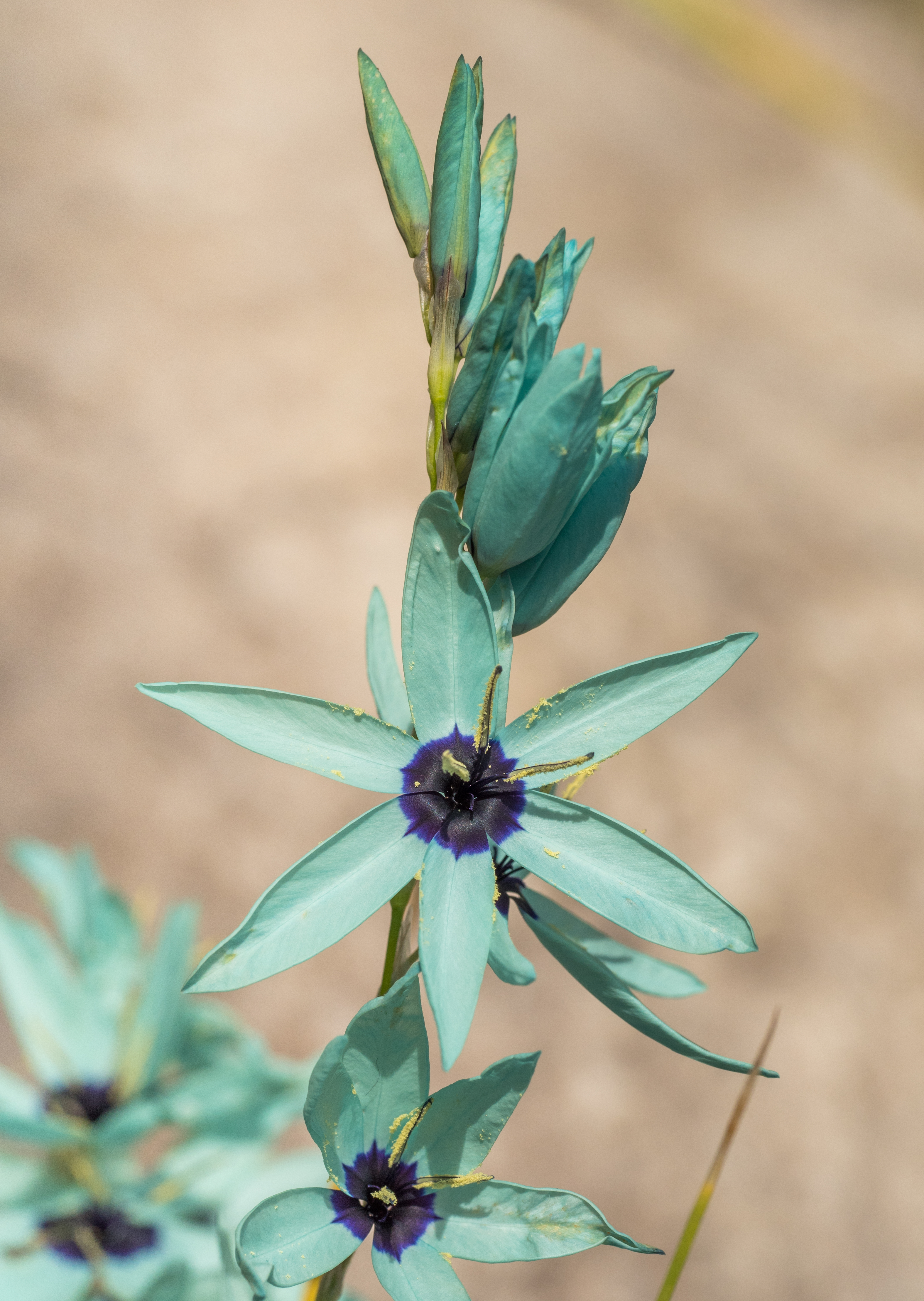
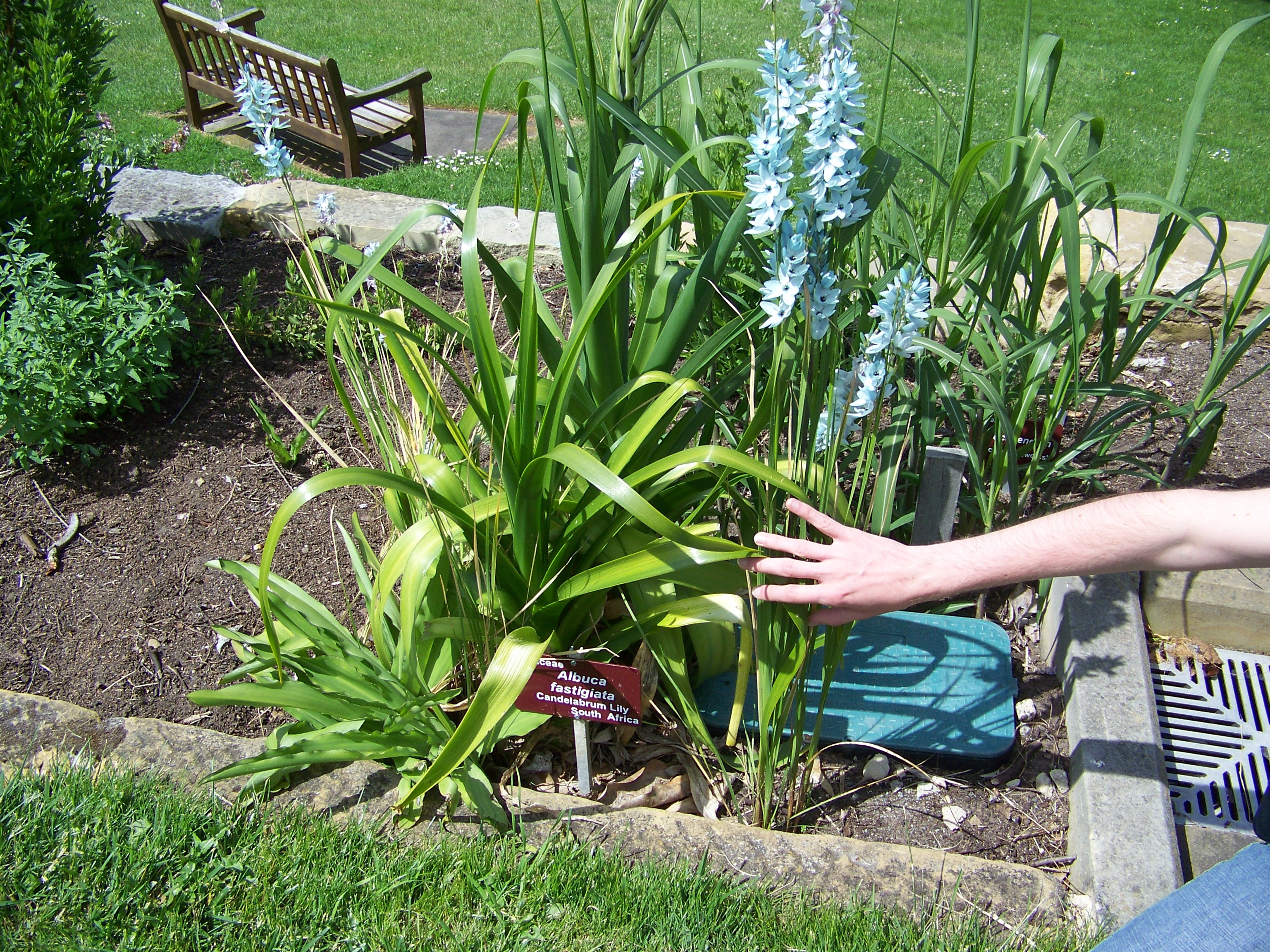

## Будова
Рослина висотою до 90 см. Має підземні бульби. Квіти зеленого кольору з темною плямою в центрі.

## Поширення та середовище існування
Зростає у Південній Африці.

## Практичне використання
Вирощується як декоративна рослина.